# Sunset Boulevard (película)
Sunset Boulevard, o Sunset Blvd. (en España, El crepúsculo de los dioses; en Argentina, México y Uruguay, El ocaso de una vida; en Argentina, también El ocaso de una estrella) es una película estadounidense de cine negro estrenada en 1950, producida y distribuida por Paramount Pictures. Fue dirigida por Billy Wilder, también coautor del guion, y producida y coescrita por Charles Brackett. La música estuvo a cargo de Franz Waxman.
El título original alude a la célebre avenida que atraviesa Los Ángeles y Beverly Hills.
La película narra la historia de una antigua estrella del cine mudo, Norma Desmond (interpretada por Gloria Swanson), quien, incapaz de aceptar que sus días de gloria pasaron, sueña con un retorno triunfante a la gran pantalla, para el cual espera contar con la ayuda de Joe Gillis (William Holden), un guionista al que convierte en su amante. Otros intérpretes destacados son Erich von Stroheim, como el mayordomo de la estrella, y Nancy Olson, una guionista y ayudante de Gillis. Varias figuras destacadas de Hollywood hacen cameos en la película, como el director Cecil B. DeMille y tres celebridades del cine mudo, Buster Keaton, H. B. Warner y Anna Q. Nilsson.
En el momento de su estreno, Sunset Boulevard recibió grandes elogios de la crítica. Fue nominada a once Premios Óscar, aunque ganó solamente tres. Hoy en día es considerada un clásico y a menudo se la cita como una de las obras más relevantes del cine estadounidense. En 1989 fue incluida en la primera selección de películas estadounidenses consideradas dignas de ser preservadas por el National Film Registry. En la lista del American Film Institute de las 100 mejores películas del cine de los Estados Unidos, hecha pública en 1998, figuraba en el duodécimo puesto, aunque en una edición más reciente de dicha lista, de 2007, ha descendido al decimosexto.

## Argumento

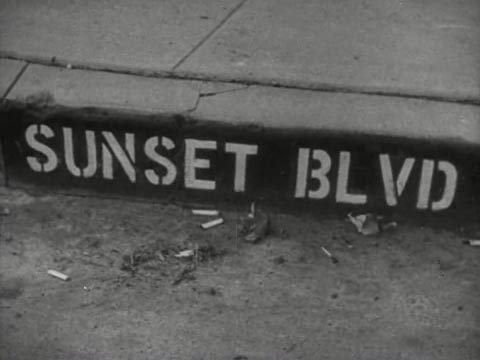
Plano del tráiler de Sunset Boulevard, muy semejante al de la secuencia de apertura de la película, en el que también aparece el bordillo con el rótulo "Sunset Blvd." El plano de la imagen, sin embargo, no se utilizó en el montaje final. En el utilizado no aparecen colillas junto al bordillo.

La película comienza con el plano de una acera. La cámara se mueve hasta dejar ver que en el bordillo pone "Sunset Blvd." Comienza a moverse, en un ángulo picado, sobre el pavimento de Sunset Boulevard, con los títulos de crédito sobreimpresionados. Cuando los títulos de crédito han cesado de aparecer, la cámara se mueve hasta adoptar una angulación normal: aparece una comitiva de motocicletas y coches de la policía. Una voz en off explica que se ha cometido un asesinato en una de las grandes mansiones del bloque 10.000. Mientras la voz continúa hablando, se muestra la llegada de policías y periodistas a la mansión. En la piscina se encuentra el cadáver de un joven. La voz en off explica que es un simple guionista, que "siempre quiso una piscina. Bueno, al final consiguió una. Solo que el precio resultó ser un poco alto". Hay un fundido y la voz, que es la del propio muerto, empieza a explicar cómo ocurrió todo, en un flashback que se extenderá por la mayor parte de la película. La acción comienza seis meses atrás. La cámara entra por la ventana en el apartamento en el que Joe Gillis, un guionista en horas bajas -el futuro cadáver en la piscina- se encuentra escribiendo a máquina, vestido solo con un albornoz. Es interrumpido por dos cobradores que traen una orden judicial para llevarse su coche, un Plymouth convertible con matrícula de California 40 R 116, por impago. Gillis se excusa diciendo que lo ha dejado a un amigo para ir a Palm Springs. Los cobradores anuncian que regresarán por el coche al día siguiente al mediodía, y se marchan.

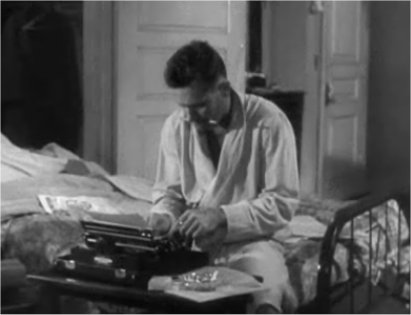
Gillis escribiendo a máquina en su apartamento, al comienzo de la película.

Cuando se van, la voz en off explica: "Bueno, necesitaba unos doscientos noventa dólares, y enseguida o perdería el coche".  Gillis va a buscar el automóvil, que ha dejado aparcado donde los cobradores no puedan encontrarlo, y se dirige a los estudios Paramount. Su objetivo es vender un guion sobre béisbol llamado Estafa descubierta (Bases Loaded en el original). Se entrevista con un importante productor llamado Sheldrake (interpretado por el actor Fred Clark), aquejado de úlcera de estómago y que bebe continuamente leche y eructa de vez en cuando, a quien Gillis le explica la historia, proponiendo a Alan Ladd para el papel principal.
Sheldrake llama a Betty Schaefer (Nancy Olson), encargada de revisar los guiones del estudio, quien da una opinión muy negativa sobre el guion de Gillis. Se produce un conato de discusión entre ambos, que es cortado por Sheldrake cuando le pide a Schaefer que se vaya. Al quedarse solos, Gillis suplica a Sheldrake un trabajo, y luego directamente que le preste trescientos dólares. Sheldrake responde con evasivas. Gillis se va entonces al comercio de Schwab's (Schwab's Pharmacy), establecimiento del que afirma que es una combinación de "cafetería, bar y sala de espera". Desde el local hace varias llamadas para intentar que alguien le preste el dinero necesario, sin éxito. Localiza a su representante, que está jugando al golf, y se entrevista con él, pero también se niega a prestarle el dinero. Mientras conduce por Sunset Boulevard de regreso a su apartamento, Gillis se plantea regresar a su pueblo, Dayton, en el estado de Ohio, y a su empleo en un periódico por 35 dólares a la semana. En ese momento es descubierto por los dos cobradores, quienes emprenden su persecución. El coche de Gillis sufre un pinchazo, y el guionista se refugia en un desvío lateral. Sus perseguidores pasan de largo sin verle.
Gillis descubre que se encuentra ante una mansión aparentemente abandonada, con un vasto garaje, en el que decide esconder su automóvil. Mientras inspecciona los alrededores de la mansión, cuya decrepitud le hace pensar en el personaje de Miss Havisham, de la novela de Dickens Grandes esperanzas, escucha que una mujer con gafas oscuras le llama desde detrás de unos visillos, dirigiéndose a él como si le estuviera esperando. Desde la puerta de entrada de la mansión, el mayordomo le hace señas para que entre. Subiendo por una majestuosa escalinata, llega a la habitación donde le espera la mujer. En el centro de la estancia han colocado una especie de catafalco, sobre el que reposa lo que parece un cuerpo cubierto con un lienzo. La mujer da instrucciones a Gillis sobre cómo desea el ataúd: obviamente, tanto ella como su mayordomo lo han confundido con un enterrador. Gillis está estupefacto. Entonces, la mujer descubre el cuerpo, y se ve que se trata del cadáver de un mono.
Gillis dice entonces que no es quien ella cree, y explica cómo ha llegado hasta la mansión. Indignada, ella lo expulsa, pero Gillis la reconoce. Es una antigua estrella de cine mudo, Norma Desmond:

Joe: Usted es Norma Desmond. Salía en las películas mudas. Era usted grande.

Norma: Soy grande. Son las películas las que se han hecho pequeñas.

Cuando averigua que Gillis es guionista, Desmond le muestra el guion que está escribiendo para lo que espera que sea su regreso a la gran pantalla. Está basado en la historia de la bíblica Salomé, la hija de Herodes Filipo, por cuya causa fue ejecutado Juan el Bautista, según el relato bíblico. Desmond espera poder contar con Cecil B. DeMille, con el que ha trabajado anteriormente, como director de la película. La lectura del guion, desacostumbradamente extenso, le lleva a Gillis varias horas. (Durante ese tiempo, llega el verdadero empleado de pompas fúnebres para el entierro del mono). Cuando Gillis le sugiere que sería conveniente que su guion fuera revisado por un escritor profesional, Desmond le ofrece el trabajo, por 500 dólares a la semana. Gillis acepta, y se acuerda que pase esa noche en la mansión, en una habitación que hay sobre el garaje. Esa misma noche, desde su habitación Gillis presencia el ridículamente solemne entierro del mono, que se lleva a cabo en el jardín. Resume su situación con esta frase:

Todo era muy raro, pero vería cosas aún más raras.

Al despertarse, tras una extraña pesadilla en la que se mezclan elementos del día anterior, escucha música de órgano. Descubre que alguien (después se sabrá que ha sido Max, el mayordomo) ha traído de su apartamento todas sus pertenencias. Cuando va a protestar, Desmond le explica que ha sido por orden suya (también ha pagado los tres meses de alquiler que Gillis debía en su apartamento). Norma Desmond le explica a Gillis que ha decidido que se instale en la mansión mientras trabaja en el guion de Salomé. Aunque a regañadientes, Gillis acepta las condiciones impuestas por Desmond.
Mientras trabaja para adaptar la desmedida extensión del guion escrito por Desmond a un formato susceptible de convertirse en película, Gillis sufre las continuas interferencias de la actriz, que no acepta que se corten escenas en las que ella aparezca. Se pone de relieve la egolatría de la artista, que vive rodeada de cientos de fotografías suyas. Recibe periódicamente decenas de cartas, supuestamente de admiradores, solicitándole fotografías firmadas.
En los momentos de descanso, dos o tres veces a la semana, Mayerling proyecta antiguas películas de Norma Desmond para la actriz y Gillis (de hecho, para la escena en cuestión se utilizaron secuencias de la película La reina Kelly, protagonizada por Gloria Swanson y dirigida por el actor que interpreta a Max von Mayerling, Erich von Stroheim). La actitud que Desmond muestra hacia Gillis durante las proyecciones evidencia que pretende de él algo más que su trabajo como guionista. La revisión de sus antiguas películas le sirve a Norma Desmond como pretexto para disertar sobre la superioridad del cine mudo ("No necesitábamos diálogos. Teníamos rostros") y mostrar su desprecio por los intérpretes del momento (con la excepción de Greta Garbo).
Otra escena de la vida cotidiana en la mansión de Desmond se presenta poco después: las reuniones de Norma con antiguos compañeros actores del cine mudo para jugar al bridge. Estos actores, a los que Gillis llama "estatuas de cera", están interpretados por Buster Keaton, Anna Q. Nilsson y H. B. Warner, los tres realmente viejas glorias de la época muda que habían abandonado el cine. Durante la partida, Desmond trata a Gillis como a un criado (le ordena que vacíe el cenicero), y se niega a prestarle ayuda cuando los cobradores, que finalmente han localizado su coche, se presentan para llevárselo con una grúa. Ella le asegura que no necesitará el coche, ya que ella posee ya uno, un Isotta Fraschini hecho a mano que le costó 28.000 dólares.
Los cambios que se están produciendo en la relación entre Gillis y Desmond se ponen de relieve cuando la actriz lleva al guionista de compras para renovar su vestuario. La siguiente escena tiene lugar durante el lluvioso mes de diciembre: como su habitación tiene goteras, Gillis se ve obligado a trasladarse al edificio principal. Es trasladado a la habitación del marido, o, como precisa Max von Mayerling, de los maridos, ya que Norma Desmond se ha casado tres veces. Gillis descubre también que en la mansión no hay cerraduras, ya que la actriz ha intentado varias veces suicidarse. También se da a entender que las cartas de admiradores que recibe la actriz son en realidad enviadas por el fiel Max.

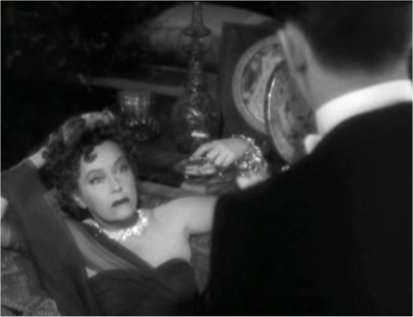
Norma Desmond es rechazada por Gillis.

En la fiesta de Nochevieja organizada por Desmond no hay más que un invitado: Gillis. Ambos bailan mientras una orquesta interpreta eltango "la cumparsita" de Matos Rodriguez ante la mirada triste y resignada de Max. Cuando Norma le regala a Gillis una pitillera y empieza a hacer planes sobre su futuro en común, el guionista la rechaza, dando a entender que no siente nada por ella. Desmond lo abofetea y corre a su habitación. Gillis abandona la mansión (significativamente, su caro traje de etiqueta, regalo de Desmond, se le engancha en la puerta al salir). Hace auto-stop hasta la casa de su amigo Artie Green, donde en ese momento se celebra una animada fiesta de Nochevieja. Es recibido calurosamente por Green, quien acepta albergarle por una temporada. Green presenta a Gillis a su novia, quien resulta ser Betty Schaefer, la revisora de guiones a la que Gillis ha conocido en la oficina de Sheldrake, al comienzo de la película. Schaefer le comenta a Gillis que ha leído un relato suyo, "Ventanas oscuras", del que le han interesado algunas páginas en las que hay un flashback. Ella le sugiere que trabajen juntos para convertirlo en un guion, al tiempo que él flirtea juguetonamente con ella. Gillis se va a llamar a la mansión para pedir que le envíen su ropa y su máquina de escribir, pero Max le informa de que Norma ha intentado suicidarse cortándose las venas. Gillis huye precipitadamente de casa de Artie Green y acude en taxi a la mansión. Encuentra a Norma tendida en su cama, con vendajes en ambas muñecas. Le pide que actúe de forma sensata, pero ella afirma que volverá a intentar suicidarse. Finalmente, poco después de que la orquesta interprete Auld Lang Syne, al filo de la medianoche, Gillis le desea a Norma "Feliz Año Nuevo, Norma", a lo que ella contesta: "Feliz Año Nuevo, cariño", atrayéndolo hacia sí: queda simbólicamente sellada su reconciliación.

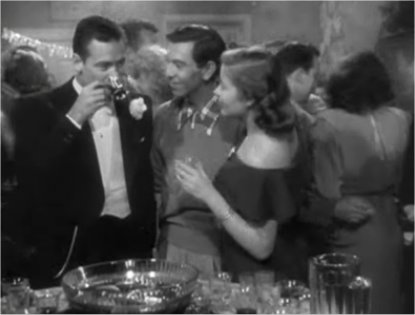
Joe Gillis (William Holden), Artie Green y Betty Schaefer (Nancy Olson) en la fiesta en casa de Green.

En la escena siguiente, Max atiende una llamada. Se trata de Betty Schefer, que ha localizado el teléfono de la mansión (Crest View 5-1733), e intenta localizar al guionista. Max se niega a proporcionarle información. Desmond está tomando el sol junto a la piscina, en la que Gillis está tomando un baño. Norma le ordena a Max que lleve el guion de Salomé, ya revisado por Gillis, a Cecil B. DeMille; según ella, apasionada de la astrología, es el momento perfecto según las cartas astrológicas de ella misma y de DeMille. Gillis se muestra algo escéptico sobre sus posibilidades de éxito, pero no se atreve a contradecir a Norma.
Una noche, cuando regresan a la mansión en el Isotta-Fraschini después de visitar a "una de las estatuas de cera", Desmond descubre que se ha quedado sin cigarrillos. Gillis se ofrece a comprárselos y entra en Schwab's, donde se encuentra con Artie Green y Betty Schaefer. Schaefer le reitera a Gillis su propuesta de trabajar juntos, pero este le dice que ha dejado de escribir. Cuando regresa junto a Norma, que le espera en el coche, Gillis descubre que ha olvidado los cigarrillos.
De nuevo en la mansión, Norma Desmond actúa para Gillis, ofreciéndole una imitación de una de las célebres bañistas del pionero del cine mudo Mack Sennett, papel en el que Norma recuerda haber actuado junto a actrices como Marie Prevost y Mabel Normand. A continuación, la diva imita a Charles Chaplin. Max interrumpe su actuación para comunicarle que ha llamado la Paramount. Desmond se alegra, porque cree que les interesa su guion, pero cuando se entera de que no es el propio DeMille el que llama, le ordena a Max que diga que está muy ocupada. Tres días después, Desmond y Gillis van a encontrarse con DeMille. Llegan con el coche, conducido como siempre por Max, a la puerta principal de los estudios Paramount. Uno de los guardias, que no ha oído jamás el nombre de Norma Desmond, no quiere dejarles pasar sin cita previa, pero Desmond reconoce a otro de los vigilantes, bastante mayor, que la trata con gran deferencia y ordena que se les abran las puertas del estudio. Se dirigen al estudio 18, en el que DeMille está rodando Sansón y Dalila (DeMille aparece interpretándose a sí mismo, y el plató que aparece en Sunset Boulevard es realmente aquel en el que el director rodaba su filme de temática bíblica).

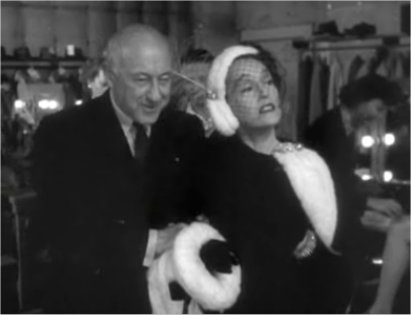
Cecil B. DeMille se despide de Norma Desmond (Gloria Swanson) en los estudios Paramount.

Avisan a Cecil B. DeMille, que en ese momento está dirigiendo la película, de la llegada de Norma Desmond. DeMille aún recuerda con cariño a la actriz, a la que conoció cuando era una jovencita de diecisiete años, y no quiere herir sus sentimientos, aunque el guion le ha parecido lamentable. El director acude a recibir a Desmond a la entrada del estudio. Gillis y Max se quedan esperando en el coche. Al hablar con Norma, DeMille descubre que ella cree que la han llamado de la Paramount porque a él le ha interesado el guion. A DeMille esto le sorprende. Como Norma le dice que quien ha hecho la llamada en nombre del estudio es un tal Gordon Cole, deja sola a la actriz un momento y pide que llamen por teléfono a Cole. Cuando Norma se queda sola, es reconocida por uno de los técnicos de rodaje, apodado "Hog-eye", que apunta un foco hacia ella. Al ser reconocida la actriz, se crea un cierto revuelo en el estudio, y varios de los presentes se acercan a pedirle autógrafos. Entretanto, DeMille habla por teléfono con Gordon Cole y averigua el porqué de las llamadas a Desmond: la Paramount quiere alquilar su Isotta-Fraschini para una película de Bing Crosby. Al regresar junto a la actriz, el director no se atreve a revelarle la verdad, sobre todo cuando Norma se muestra emocionada por encontrarse de nuevo en un estudio. DeMille debe reanudar la filmación de la película y Norma se queda contemplando el rodaje.
Fuera del plató, Joe Gillis ve a Betty Schaefer y se acerca al despacho en el que esta se encuentra trabajando. Ella le propone que trabajen juntos por las tardes en el guion de "Ventanas oscuras". De paso, le comenta también que Artie, el amigo de Gillis con el que ella va a casarse, está fuera de la ciudad (rodando un western en Arizona). Son interrumpidos por Max von Mayerling, que está haciendo sonar el claxon del coche: acaba de descubrir que a la Paramount no le interesa el guion de Norma Desmond, sino únicamente su coche. Justo entonces, Desmond se despide de DeMille a la puerta del plató: ella sigue convencida de que su proyecto va a realizarse.

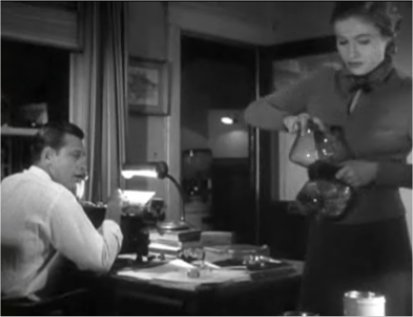
Joe Gillis (William Holden) y Betty Schaefer (Nancy Olson) trabajan juntos en la escritura de un guion basado en un relato de Gillis.

Después de ese día, Norma Desmond se somete a una serie de tratamientos de belleza, creyendo que su regreso al cine es inminente. A espaldas de norma, Gillis empieza a salir por las noches para reunirse en el departamento de guiones de los estudios Paramount con Betty Schaefer, con la que está trabajando en un guion inspirado en el relato de Gillis "Ventanas oscuras". Desmond sospecha de estas salidas nocturnas y empieza a sentirse celosa. Gillis y Schaefer se sienten cada vez más atraídos el uno por el otro, y su relación se va haciendo más cercana. Ella le cuenta a él la historia de cómo se operó la nariz para obtener un trabajo como actriz, sin resultado. Una noche, al regresar a la mansión, Gillis se encuentra con Max, que está esperándole. En la conversación entre ambos, el mayordomo le cuenta a Gillis que fue, no solo el descubridor de Norma y el director de sus primeras películas, sino también su primer marido. Desmond, cada vez más celosa, termina por descubrir en el bolsillo de la chaqueta de Gillis el guion en el que este está trabajando con Schaefer, significativamente llamado "Historia de amor sin título".
Schaefer le cuenta a Gillis que ha recibido un telegrama de su novio, Artie Green, en el que le dice que vaya a Arizona para allí casarse con él. Sin embargo, Schaefer ya no ama a Artie, sino a Gillis. Se besan por primera vez. Cuando regresa a la mansión, Gillis reflexiona, sintiéndose culpable por no haberle hablado a Schaefer de su relación con Norma Desmond e intentando buscar una salida para la difícil situación en que se encuentra. En ese momento, Gillis oye a Norma telefoneando a Betty Schaefer, haciendo insinuaciones insidiosas sobre él. Gillis la interrumpe, arrebatándole el auricular, e invita a Schaefer a que vaya a la mansión a ver con sus propios ojos qué es lo que ocurre. Norma trata de excusarse ante Gillis por su comportamiento, pidiéndole que no la abandone.
Schaefer llega a la mansión. Gillis la recibe y le explica la verdadera naturaleza de la relación entre la actriz y él. A pesar de todo, ella muestra estar dispuesta a perdonarle si se va con ella en ese momento y rompe con el pasado. Él no acepta, e incluso la anima a casarse con Green, dando a entender que tiene demasiado apego por el bienestar material que le proporciona su relación con Desmond. Schaefer abandona sola la mansión. Desmond piensa que ha salido vencedora; sin embargo, Gillis empieza a hacer las maletas. Angustiada, la actriz llama a Max en su auxilio. Antes de que llegue el mayordomo, amenaza a Gillis con suicidarse si se va, y va en busca de un revólver. En la conversación que mantienen, Gillis termina por revelar el secreto que tanto él como Max le han ocultado a Desmond hasta entonces: que la Paramount no está realmente interesada por su guion.

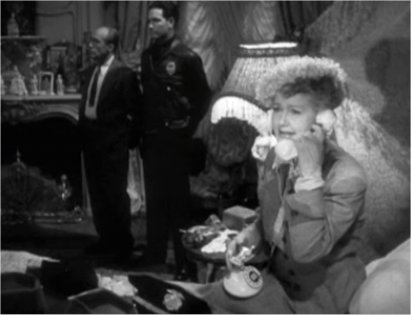
Tras el crimen, la columnista Hedda Hopper (interpretándose a sí misma) informa a la prensa desde la habitación de Norma Desmond.

Entonces aparece Max. En la escena que sigue, Desmond termina por descubrir que es él quien escribe todas las cartas que le llegan diariamente, y que ella creía que eran de admiradores. Definitivamente enloquecida, no acepta los hechos y no se resigna a la partida de Gillis. Este baja la escalera, y ella lo persigue blandiendo el revólver. Ya en el jardín, le dispara tres tiros. Gillis, herido de muerte, cae a la piscina. Max corre hacia Desmond, que pronuncia las palabras: "Las estrellas no tienen edad, ¿verdad?". Hay un fundido (es el final del flashback) y se pasa al plano en contrapicado de Gillis flotando en la piscina. La voz en off glosa cínicamente el recorrido de Gillis, diciendo que está "de vuelta a aquella piscina que siempre había deseado tener". El cadáver es rescatado de la piscina y sacado de allí en una camilla, mientras curiosos y medios de comunicación (entre ellos los noticiarios de la Paramount) se aglomeran a la entrada de la mansión. En la planta baja, un policía intenta hacer una llamada, pero se lo impide la columnista de cotilleos Hedda Hopper (que aparece interpretándose a sí misma), quien utiliza la línea para hablar con la redacción de su revista desde la habitación de Norma Desmond.
Los policías hacen preguntas a Desmond, pero ella está completamente enajenada. Alguien menciona que los periodistas han traído cámaras, y la mención de esta palabra hace que la actriz reaccione. En su ofuscación, cree que va a comenzar el rodaje de su película. Ni Max ni la policía la sacan de su error. Las cámaras se encuentran en la planta baja. Caracterizada como Salomé, Desmond aparece en lo alto de la escalinata. Max adopta el papel de director, y le explica a Norma que va a rodar una escena en la escalera del palacio. Las cámaras ruedan mientras la actriz, creyendo interpretar a Salomé, baja solemnemente la escalinata de su mansión. Al llegar abajo, pide permiso a Max (al que ella confunde con DeMille) para decir unas palabras, y explica que se encuentra muy feliz de haber regresado al cine. Al terminar, pronuncia la que es quizá la frase más célebre de la película: "Muy bien, señor DeMille, estoy lista para mi primer plano". Siempre creyéndose en el rodaje de una película, se dirige hacia la cámara. Su imagen se va haciendo borrosa. Fundido en negro.

## Reparto
- William Holden como Joe Gillis (Joseph C. Gillis)
- Gloria Swanson como Norma Desmond
- Erich von Stroheim como Max von Mayerling
- Nancy Olson como Betty Schaefer
- Fred Clark como Sheldrake, productor de cine
- Lloyd Gough como Morino, el agente de Joe
- Jack Webb como Artie Green
- Franklyn Farnum como el enterrador de la mascota de Norma Desmond
- Larry J. Blake como el hombre de finanzas #1
- Charles Dayton como el hombre de finanzas #2
- Jack Warden como invitado a la fiesta de año nuevo
- Cecil B. DeMille como el mismo (director que en ese entonces trabajaba en su próxima película Samsom and Delilah
- Hedda Hopper como ella misma (columnista en la casa de Norma Desmond)
- Sidney Skolsky como el mismo
- Buster Keaton como el mismo (jugador de bridge en la casa de Norma Desmond)
- Anna Q. Nilsson como ella misma (jugadora de bridge en la casa de Nroma Desmond)
- H. B. Warner como el mismo (jugador de bridge en la casa de Norma Desmond)
- Ray Evans como el pianista en la fiesta de Artie
- Jay Livingston como el pianista en la fiesta de Artie
- Robert O'Connor como Jonesy (guardia del estudio Paramount)
- Henry Wilcoxon como el actor en  el set de la película de DeMille Samson and Delilah (no acreditado)

## Género
Tanto por su argumento como por su estilo narrativo y visual, se suele considerar a Sunset Boulevard como una película de cine negro. Narra los acontecimientos que conducen a un crimen (el asesinato de Joe Gillis) y recurre a uno de los elementos narrativos más característicos del cine negro, el flashback. Sin embargo, el filme contiene elementos de otros géneros, especialmente del cine de terror, del drama psicológico (o el melodrama, por la importancia que tiene la música) y de la comedia de humor negro.
Se ha apuntado varias veces los numerosos elementos del filme que están relacionados con el cine de terror. En un ensayo sobre el guion, el crítico Richard Corliss considera que Sunset Boulevard es la "película hollywoodiense de terror definitiva", observando que casi todos los elementos del guion son macabros ("ghoulish"). La historia es narrada por un muerto a quien en su primer encuentro Norma Desmond confunde con un empleado de pompas fúnebres, y la mayor parte de la acción tiene lugar en "una vieja y oscura casa que sólo abre sus puertas a los muertos vivientes". Compara al personaje de Von Stroheim con el fantasma de la ópera, y a Norma Desmond con Drácula, observando que cuando la actriz seduce a Gillis la cámara se retira discretamente, en "la tradicional actitud que toma el director hacia las seducciones yugulares de Drácula".
En la película hay también elementos de otros géneros. El romance entre Joe Gillis y Betty Schaefer evoca las comedias románticas que para la Paramount dirigieron Mitchell Leisen y Preston Sturges. Las imitaciones que hace Norma Desmond de Chaplin y de las bañistas de Mack Sennett remiten al cine cómico mudo, y la persecución inicial recuerda al cine de gánsteres.
En todo caso, la cuestión del género no era un tema que preocupase especialmente al director de Sunset Boulevard, Billy Wilder. Al preguntársele si Sunset Boulevard era una comedia negra, contestó: "No. Sólo una película".

## Estructura narrativa
La película se compone de un prólogo y un epílogo situados en el presente y un desarrollo narrativo central que tiene lugar el pasado y se extiende durante varios meses, al que se llega mediante un procedimiento clásico en el cine negro, el flashback. En este sentido, la estructura de Sunset Boulevard no es novedosa, ya que había sido empleada en otras películas, como, por ejemplo, La mujer del cuadro de Fritz Lang o Double Indemnity del propio Wilder, ambas rodadas en 1944. Lo novedoso es que el narrador es un muerto: el guionista Joe Gillis, cuyo cuerpo flota inerte en la piscina de la mansión de Norma Desmond. En ese sentido, Sunset Boulevard se salta todas las convenciones narrativas del cine de la época, poniendo de relieve su carácter artificial.
El difunto Gillis es el narrador de la historia, y a menudo interviene opinando sobre lo narrado a través de la voz en off. Se ha destacado, sin embargo, que, si bien durante la primera parte de la película todo está contado desde el punto de vista de Gillis, a partir de la escena de su reconciliación con Norma Desmond, en Nochevieja, aparecen con frecuencia escenas en las que Gillis no está presente, por lo que sería posible hablar de un narrador omnisciente para esta segunda parte del filme.

## Temas

### Hollywood
Sunset Boulevard es una película sobre el mundo del cine en general, y sobre la industria del cine en Hollywood en particular. A menudo expone puntos de vista críticos. Joe Gillis, el protagonista masculino, hace a menudo ácidos comentarios sobre la industria cinematográfica, especialmente desde su profesión de guionista. El personaje resume su carrera como escritor en Hollywood con la observación: "El último [guion] que escribí iba sobre inmigrantes de Oklahoma durante el Dust Bowl. Nunca lo habrías sabido porque, cuando llegó a la pantalla, toda la historia se desarrollaba en un torpedero". En otro momento de la película, Betty le comenta a Gillis: "Siempre he oído que tenías algún talento", y él replica: "Eso fue el año pasado. Éste año estoy tratando de sobrevivir". La película muestra el escaso respeto que los jefes de Hollywood sentían por los guionistas.
Por su parte, a través de la protagonista femenina, Norma Desmond, la película muestra el lado oscuro del glamoroso star-system imperante en Hollywood. El star-system construye una identidad ficticia para la estrella, que es desechada cuando deja de interesar al público (en el caso de Desmond, por su incapacidad de adaptarse al cine sonoro: el cambio fue realmente traumático para muchas estrellas del cine mudo).
Al diseccionar el mundo de ilusiones hollywoodiense, Wilder procuró que los escenarios de su historia fueran todo lo auténticos que fuese posible, e hizo uso de numerosos datos reales de la historia de Hollywood. El propio reparto es ya un cúmulo de referencias a Hollywood. Gloria Swanson era considerada una perfecta representante del pasado de Hollywood, recordada nostálgicamente por sus fanes pero completamente desconocida para los espectadores más jóvenes. Para los decorados que representaban la casa de Norma Desmond se utilizaron fotografías auténticas de la colección de Swanson, con lo cual el pasado ficticio de Desmond adquiría una mayor verosimilitud. El nombre de Norma Desmond puede estar inspirado en los del actor y director William Desmond Taylor, asesinado en 1922, y de su asociada y amiga Mabel Normand, cuya carrera quedó marcada por los escándalos que rodearon el asesinato de Desmond.
Por su parte, Erich von Stroheim fue un destacado director de cine mudo: en la película, el personaje que interpreta, Max, proyecta para Norma Desmond y Gillis lo que en la ficción es una antigua película de Norma Desmond; en realidad, se trata de una breve escena del filme La reina Kelly (Queen Kelly, 1928), en la que el propio Von Stroheim dirigió a Gloria Swanson. El rodaje de La reina Kelly, financiado por Joseph P. Kennedy, padre del futuro presidente de los Estados Unidos y por entonces amante de Gloria Swanson, había sido bastante accidentado. Stroheim terminó siendo despedido, y la película fue terminada por otros realizadores. En El crepúsculo de los dioses, Von Stroheim interpreta al mayordomo Max en la que constituyó su segunda película con Wilder. Max parece vivir cómodamente bajo su disfraz sicológico de fiel guardián de la fama de Norma. Cada semana le escribe cartas de fanes, la avisa discretamente cuando la sombra de ojos está desproporcionada y, en general, alimenta sus ilusiones. El momento próximo al final en que se revela que Max es el exesposo de Norma está calculado a la perfección.
Cecil B. De Mille, con frecuencia considerado el principal responsable de que Swanson accediera al estrellato, aparece en la película interpretándose a sí mismo, mientras dirige en los estudios Paramount el rodaje de su película Sansón y Dalila. Llama a Swanson "jovencita" (en la versión original, "young fella"), como solía hacer en los tiempos en que ella trabajaba a sus órdenes. Este detalle fue sugerido por el propio DeMille.
Los amigos de Norma que acuden a su casa para jugar al bridge, a los que Gillis llama "estatuas de cera" ("The Waxworks", en el original) son tres antiguas estrellas de Hollywood, contemporáneas de Swanson: Buster Keaton, Anna Q. Nilsson y H. B. Warner. Al igual que DeMille, se interpretan a sí mismos (aunque en la película no se mencionan sus nombres). Hedda Hopper se interpreta también a sí misma al final de la película, cuando informa acerca de lo ocurrido en la mansión.
Además de ello, en la película hay varias referencias a filmes reales, como Lo que el viento se llevó, y a personas reales relacionadas con el mundo del cine, como Darryl F. Zanuck, David Wark Griffith, Rodolfo Valentino, Douglas Fairbanks, John Gilbert, Tyrone Power, Alan Ladd, William Demarest, Adolphe Menjou, Rod La Rocque, Vilma Bánky, Mabel Normand, Bebe Daniels, Marie Prevost, Betty Hutton, Pearl White y Barbara Stanwyck. Norma Desmond manifiesta en el filme su admiración por Greta Garbo.Se cita también el caso de asesinato de la Dalia Negra, que conmocionó a Hollywood en los años 40.
En una escena cómica Norma Desmond interpreta una pantomima para Joe Gillis como una de las célebres bañistas de Mack Sennett, en lo que supone un homenaje a los primeros papeles que interpretó la propia Swanson. En otro momento de la película, hace una imitación de Charles Chaplin idéntica a la que ella misma interpretó en la película Masquerade (1924).

## Citas célebres
Varias de las frases de Desmond, como "De acuerdo, Mr. De Mille, estoy lista para mi primer plano" o "Yo soy grande. Son las películas las que se han hecho pequeñas", son recordadas y citadas a menudo. Los comentarios deliberadamente inexpresivos de Norma Desmond van a menudo seguidos de sarcásticas réplicas de Gillis. La diva aparenta no escuchar algunas de estas réplicas, ya sea porque está absorta en sus propios pensamientos, ya sea porque quiere hacerse la desentendida, así que ciertas frases de Gillis son escuchadas únicamente por la audiencia, con Wilder difuminando la línea entre lo que ocurrió y lo que Gillis cuenta. Por ejemplo, la contestación de Gillis a la frase de que "Son las películas las que se han hecho pequeñas" es una frase dicha entre dientes: "Siempre supe que algo iba mal en ellas". Wilder cambia con frecuencia la estructura, con Desmond tomándose en serio los comentarios de Gillis y respondiéndole de este modo. Por ejemplo, cuando ambos discuten sobre el pesado guion en el que la diva ha estado trabajando. "Les encantará en Pomona", dice Gillis. "Les encantará en todas partes", contesta Desmond con firmeza.

## Producción

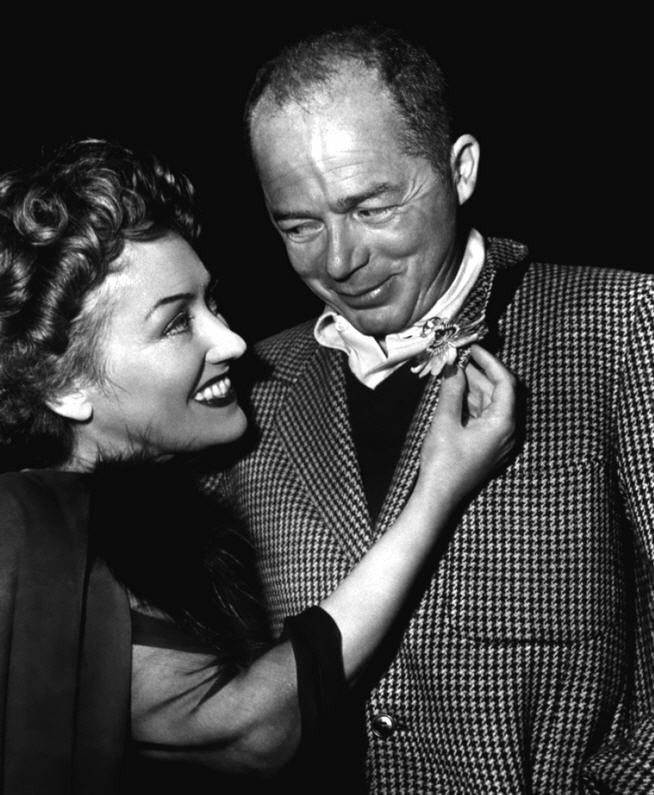
Billy Wilder junto a la actriz Gloria Swanson.

### Antecedentes
La avenida que da nombre a la película está estrechamente relacionada con el mundo del cine desde 1911, fecha en que el primer estudio cinematográfico de la ciudad abrió sus puertas en Sunset Boulevard. Los primeros trabajadores cinematográficos vivían modestamente, pero durante la década de 1920 los beneficios y los salarios llegaron a niveles sin precedentes. Con el advenimiento del star system, se construyeron en la zona mansiones enormes y a menudo incongruentemente pretenciosas. Las estrellas se convirtieron en objeto de la fascinación del público internacional, y los excesos de sus vidas se airearon en revistas y periódicos.
En su juventud, Billy Wilder sintió un profundo interés por la cultura estadounidense, especialmente por la cinematográfica. A finales de la década de 1940 todavía subsistían en Hollywood muchas de las grandes mansiones de la época dorada del cine mudo, y para Wilder, ahora residente en Los Ángeles, formaban parte de su existencia cotidiana. Muchas de estas mansiones estaban todavía habitadas por antiguas estrellas del cine mudo que habían perdido contacto con la industria del cine. Wilder se preguntaba cómo serían sus vidas ahora que "el desfile había pasado ante ellos", y empezó a imaginar la historia de una estrella que había sido olvidada por el público.

### Escritura del guion
La pareja de guionistas formada por Billy Wilder y Charles Brackett era una de las más brillantes de Hollywood. Habían firmado los guiones tanto de películas de otros directores (como Ninotchka de Lubitsch o Bola de fuego, de Howard Hawks), como de filmes dirigidos por Wilder (El mayor y la menor, Días sin huella, A Foreign Affair, entre otras). Se discute a cuál de los dos guionistas se le ocurrió la idea de hacer una película sobre una vieja gloria de Hollywood; en todo caso, la idea no empezó a tomar forma hasta que en agosto de 1948 se introdujo en el proyecto a un tercer colaborador, un periodista de la revista Life llamado D.M. Marshman Jr., que había llamado la atención de Brackett y Wilder por su inteligente reseña de la anterior producción de la pareja, El vals del emperador (1948). Según algunas versiones, que la estrella se relacionase con un hombre joven fue idea de Marshman.
La primera versión, incompleta, que se presentó a los ejecutivos de la Paramount el 21 de diciembre de 1948 tenía 61 páginas y se abría con esta anotación:

Éste es el primer acto de Sunset Boulevard. Debido a la peculiar naturaleza del proyecto, pedimos a todos nuestros colaboradores que la consideren como alto secreto.

Desde luego, el guion contenía elementos insólitos: por ejemplo, el hecho de que el narrador de la película fuese un cadáver. La primera versión del guion enfatizaba esta idea, ya que comenzaba en la morgue de Los Ángeles, donde el cadáver de Gillis (en la primera versión llamado Dan y no Joe) conversaba con otros muertos. En esta primera versión del guion figura una lista de los actores que Brackett y Wilder esperaban conseguir para la película: Gloria Swanson como Norma Desmond, Montgomery Clift como Joe Gillis, Erich von Stroheim como Max y un "nuevo rostro" para el papel de Betty Schaefer.
Después de esta primera versión, la escritura del guion avanzó lentamente y en el mayor secreto. Se conserva una segunda versión, de mediados de febrero, en la que algunos nombres han cambiado: Dan Gillis se ha convertido en Dick Gillis y el productor Kaufman en Millman (en la versión final estos personajes se llamarían Joe Gillis y Sheldrake, respectivamente). En la primera versión, Norma escribe sus memorias, mientras que en la segunda redacta el guion de la película que espera que sea su retorno a la pantalla. En la primera versión, el coche de Norma Desmond era un Rolls Royce, y en la segunda un Hispano-Suiza (terminará siendo, en la versión final, un Isotta Fraschini).
La oficina de Breen insistió en que ciertas frases debían reescribirse, por ejemplo la de Gillis "I'm up that creek and I need a job", que se sustituyó por "I'm over a barrel. I need a job". Tanto "to be up the creek" como "to be over a barrel" son expresiones coloquiales que aluden a encontrarse en una situación difícil; sin embargo, "to be up the creek" recuerda a "to be up shit creek", equivalente a "estar de mierda hasta arriba". No hizo, sin embargo, objeciones de mayor alcance, aunque sí mostraron preocupación por la inmoralidad de la relación sexual entre Gillis y Desmond. La oficina de Breen solo daría su aprobación final el 20 de julio de 1949, cuando la mayor parte del rodaje había concluido.
Solo estaba escrito un tercio del guion cuando comenzó oficialmente el rodaje, el 18 de abril de 1949, y Wilder no tenía todavía claro el final de la película.
Incluso cuando la película ya estaba terminada, hubo que hacer modificaciones en el guion: inicialmente la acción comenzaba, después del traveling de Sunset Boulevard que aparece también en la versión definitiva, en el depósito de cadáveres de Los Ángeles. El cadáver de Joe Gillis conversaba con los otros difuntos del depósito, que se interrogaban unos a otros sobre la forma en que habían fallecido. Era así como Gillis empezaba a narrar su historia. Este comienzo despertó la hilaridad del público en sus preestrenos en Evanston, Illinois, al norte de Chicago, en Poughkeepsie y en Great Neck, Long Island. Además, algunos directivos del estudio, como Barney Balaban, manifestaron su oposición a dicha secuencia inicial, por lo que Wilder cortó la escena e introdujo un nuevo principio.

### Elección del reparto

#### Gloria Swanson
Según Brackett, ni él ni Wilder tuvieron nunca en cuenta para el papel de Norma Desmond a otra actriz aparte de Gloria Swanson. Wilder, sin embargo, lo recordaba de otro modo. Afirmó que en un principio había pensado en Mae West y Marlon Brando como protagonistas, aunque nunca llegó a proponérselo a ninguno de los dos. Se puso en contacto telefónico con Pola Negri, pero, según sus palabras, al hablar con la actriz descubrió que "tenía demasiado acento polaco". Más tarde, siempre según la versión de Wilder, Brackett y él visitaron a Mary Pickford, pero antes incluso de empezar a hablar sobre el guion, el director se dio cuenta de que la actriz se tomaría como una ofensa que le propusieran un papel en el que tendría un romance con un hombre al que doblaba la edad, así que optaron por marcharse. En otro momento, el propio Wilder dijo que en el momento en que Brackett y él le hicieron la propuesta, la actriz estaba "demasiado borracha y no le interesó el proyecto".

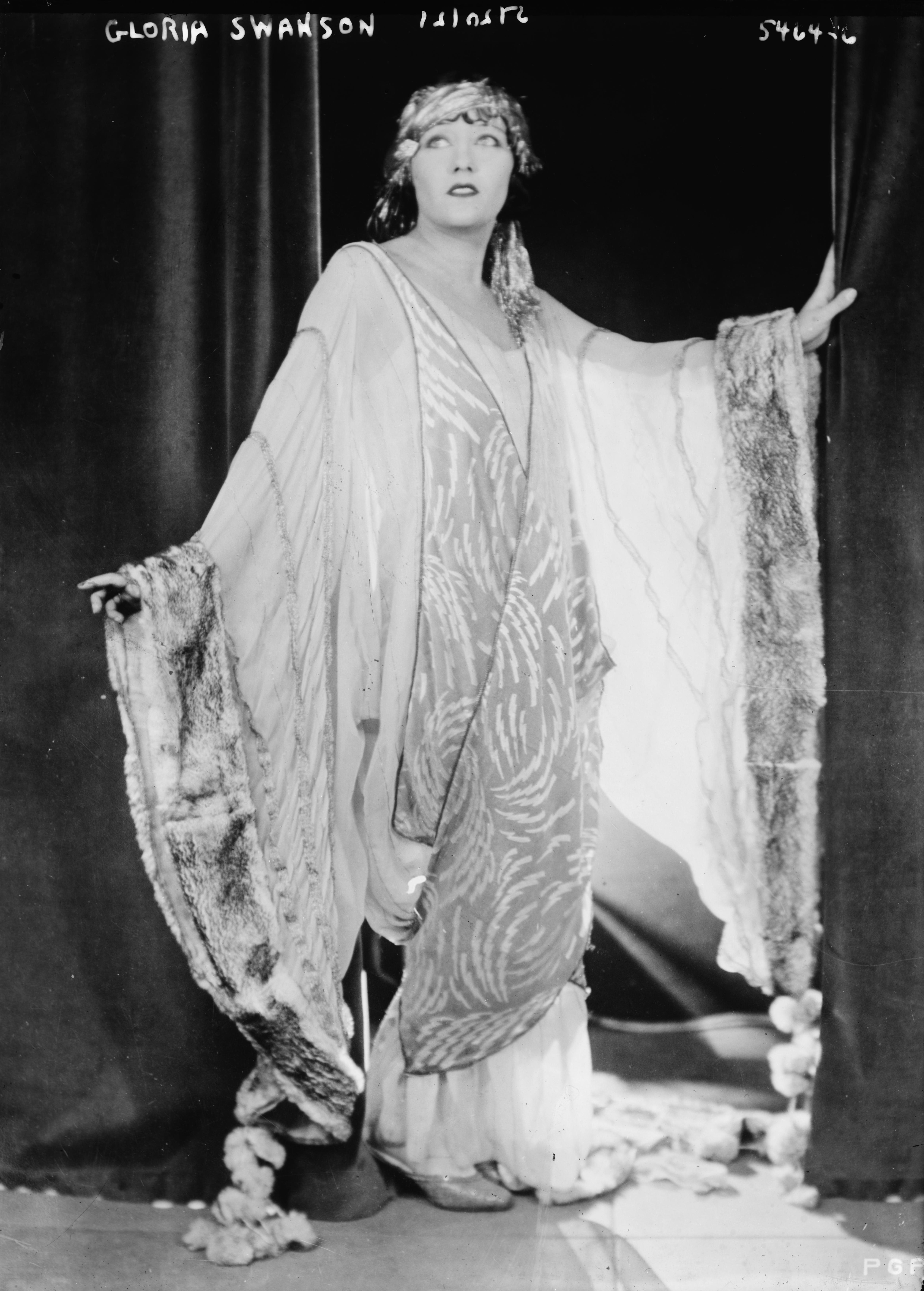
Gloria Swanson en 1921, en su época de esplendor en el cine mudo.

 Wilder afirmaba que pidió consejo a George Cukor, y que fue este veterano director el que sugirió el nombre de Gloria Swanson, una de las más admiradas actrices del cine mudo, conocida por su belleza, su talento y su estilo de vida extravagante. En el cenit de su carrera, en 1925, se decía que había llegado a recibir 10.000 cartas de admiradores en una semana, y desde 1920 hasta comienzos de los años 30 había vivido en un barroco palacio de estilo italiano. Se parecía en muchos aspectos a Norma Desmond y, como ella, había sido incapaz de adaptarse a la llegada del cine sonoro. Aquí, sin embargo, terminaban los parecidos, ya que Swanson había aceptado con naturalidad el fin de su carrera cinematográfica, y a comienzos de los años 1930 había empezado una nueva carrera en Nueva York, primero en la radio y luego, desde mediados de los años 40, en la televisión, donde tenía un espacio semanal, "The Gloria Swanson Hour". Aunque Swanson no estaba interesada en regresar a la gran pantalla, sintió un vivo interés cuando Wilder le propuso el papel.
A Swanson le disgustaba la idea de tener que hacer pruebas. Adujo que había "hecho veinte películas para la Paramount.¿Por qué quieren hacerme una prueba?" Su reacción resuena en cierto momento del filme, cuando Norma Desmond declara: "sin mí no existiría la Paramount". En sus memorias, la actriz recuerda que le preguntó a Cukor si le parecía poco razonable el negarse a hacer las pruebas. Cukor le contestó que el de Norma Desmond sería el papel por el que se la recordaría. "Si te piden que hagas diez pruebas, haz diez pruebas, o yo personalmente te pegaré un tiro", dijo Cukor. Su entusiasmo decidió a Swanson a colaborar, y firmó un contrato por 50.000 dólares, 5.000 a la semana durante diez semanas. Ed Sikov, en su biografía de Billy Wilder, afirma en cambio que la actriz cobró cerca de 150.000 dólares por su trabajo en la película, y la misma cantidad es mencionada por el propio Wilder en una entrevista.  En una entrevista realizada en 1975 Wilder rememoró la reacción de Swanson, observando que "había mucho de Norma Desmond en ella, ya sabes".

#### William Holden

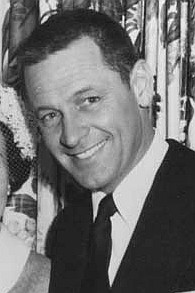

El papel de Joe Gillis, el protagonista masculino, fue interpretado por William Holden. Sin embargo, Holden no fue la elección original de los productores para dicho papel. El joven Montgomery Clift fue contratado para hacer el papel de Joe Gillis por 5.000 dólares semanales, durante un mínimo de doce semanas, pero inmediatamente antes del comienzo del rodaje se retiró del proyecto. Adujo como excusa que el papel de un joven que enamora a una mujer mayor era demasiado parecido al que había representado en La heredera, de William Wyler, que le había parecido poco convincente. Furioso, Wilder le contestó: "Si fuera un actor de verdad, podría resultar convincente haciéndole el amor a cualquier mujer". Se ha sugerido que el hecho de que en la vida real Clift estuviese manteniendo un romance con una mujer mucho mayor (la cantante Libby Holman) pudo haber sido su verdadero motivo para renunciar a la película.
Forzados a utilizar a alguna de las estrellas disponibles de la Paramount, Wilder y Brackett se fijaron en William Holden, que había hecho un destacable debut en Sueño dorado en 1939. Después de aparecer en Our Town (1940), había servido en el ejército durante la Segunda Guerra Mundial, y a su regreso a la pantalla había tenido un éxito bastante moderado. Se entusiasmó con el guion y aceptó rápidamente el papel. Aunque él no lo sabía, su salario fue inferior en 39.000 dólares al que se le había ofrecido a Clift.

#### Erich von Stroheim
Erich von Stroheim, un destacado director de los años 20 que había dirigido a Gloria Swanson, fue contratado para hacer el papel de Max von Mayerling, el fiel criado y protector de Norma. Avanzado el metraje del filme se descubre que Mayerling fue el descubridor de la actriz y el director de varias de sus películas, así como su primer marido. Su amor se ha convertido en una especie de fidelidad perruna.
Según Billy Wilder, Stroheim hizo dos sugerencias sobre la película. Propuso que para la escena en que Desmond y Gillis presencian una proyección cinematográfica se utilizara metraje de la película La reina Kelly, una producción del año 1929 en la que el propio Stroheim dirigió a Gloria Swanson. Así se hizo. Sin embargo, la segunda sugerencia de Stroheim, que su personaje apareciera en pantalla lavando amorosamente la ropa interior de Norma Desmond, fue rechazada por Wilder.

#### Nancy Olson
Para el papel de Betty Schaeffer, Wilder quería a una actriz nueva que diera la imagen de chica sana, común y corriente, en abierto contraste con la exuberante y obsesiva Desmond. La elegida fue Nancy Olson, cuyo nombre se había barajado poco antes para el papel de Dalila en la película de DeMille Sansón y Dalila.

### Rodaje
El rodaje de preproducción comenzó el 26 de marzo de 1949, en la morgue del condado de Los Ángeles (para la escena inicial de la película, que no formaría parte del montaje final), y continuó hasta el 16 de abril, en diferentes localizaciones (Sunset Strip, los apartamentos Alto Nido y otros lugares de Hollywood y Beverly Hills). El 18 de abril, con el guion todavía inacabado, dio comienzo oficialmente la producción de la película. Por la mañana se rodaron escenas de Joe Gillis (William Holden) en el interior de su apartamento (reconstruido en el estudio), y por la tarde planos de la escena en que Max von Meyerling (Erich von Stroheim) recibe a Gillis a su llegada a la mansión. Swanson no empezó a rodar hasta el día siguiente.
El 19 de junio se dio oficialmente por terminado el rodaje; sin embargo, se reanudó poco después por la necesidad de repetir algunas tomas y rodar escenas añadidas. Volvió a darse por acabado el proceso de filmación a mediados de julio, quedando los meses de verano para el montaje. Wilder, sin embargo, no quedó del todo satisfecho con lo rodado, por lo cual hubo que volver a rodar algunas escenas más en octubre. Todavía el 5 de enero hubo que volver a rodar una de las escenas finales de Norma Desmond.
El presupuesto original de la película era de 1.572.000 dólares.  Las demoras en la producción hicieron que dicho presupuesto se sobrepasara en unos 180.000.

#### Exteriores
La mansión de Norma Desmond no se encontraba realmente en la dirección indicada en la película, el número 10.000 de Sunset Boulevard. Su localización exacta varía según las fuentes: según Staggs, Sam, "estaba en el 4201 de Wilshire, entre los bulevares Irving y Lorraine en el cruce con Crenshaw", mientras que otras fuentes dan como dirección correcta el 641 de Irving Boulevard, en la esquina entre los bulevares Wilshire y Crenshaw. o el 3.800 de Wilshire Boulevard. La casa había sido construida entre 1919 y 1924 para William O. Jenkins, antiguo cónsul de México en Estados Unidos, pero había permanecido abandonada durante años hasta ser adquirida por el magnate del petróleo J. Paul Getty. En el momento del rodaje, era propiedad de una exesposa de Getty, que la alquiló a la Paramount.
En la película se utilizaron solo los exteriores y los jardines, ya que el interior de la mansión de Norma Desmond se reconstruyó en los estudios. La piscina fue construida expresamente para la filmación; la propietaria exigió, según Wilder, que se hiciese sin conexión de agua, pues deseaba taparla con tierra cuando concluyese el rodaje, para evitar una subida de impuestos. Esta misma mansión puede verse también en otra película posterior, Rebelde sin causa (1955). Fue demolida poco después, en 1957.
El edificio de apartamentos en el que reside al comienzo de la película Joe Gillis sigue existiendo en la actualidad. Se trata de los Apartamentos Alto Nido, situados en el 1.851 de North Ivar Street, Hollywood. El establecimiento Scwhab's Pharmacy, en el que se desarrollan varias escenas del filme, estaba situado en el número 8.000 de Sunset Boulevard, y había sido frecuentado por celebridades de Hollywood como los actores Charles Chaplin y Harold Lloyd, o el escritor Francis Scott Fitzgerald. Cerraría sus puertas al público en 1983. Para la película solo se utilizaron los exteriores del establecimiento: su interior se reconstruyó en los estudios.
Gran parte de la acción de la película se desarrolla en los estudios Paramount. Cuando van a visitar al director Cecil B. DeMille, Desmond y Gillis entran en los estudios, a bordo de su lujoso automóvil, por la célebre Bronson Gate, la antigua entrada, que había sido construida en 1926. Otras localizaciones dentro de los estudios que aparecen en la película son el edificio Dreier, donde trabajaban los guionistas, y el plató 18, en el que por entonces DeMille rodaba su película Sansón y Dalila.

#### Decorados
La cama en forma de cisne en la que duerme Norma Desmond perteneció a la legendaria bailarina Gaby Deslys, fallecida en 1920. Fue adquirida por el departamento de atrezzo de Universal poco después de la muerte de Deslys. La cama aparece también en la película El fantasma de la ópera, interpretada por Lon Chaney.

#### El cadáver en la piscina
El guion de la película incluía un plano contrapicado (es decir, visto desde abajo) del cadáver de Joe Gillis flotando en la piscina tras ser asesinado por Norma Desmond. Dicho plano debía incluir también a las personas que se congregaban en la superficie, alrededor de la piscina (un grupo de policías y un fotógrafo). Wilder fue muy específico con su director artístico, John Meehan, sobre qué era lo que estaba buscando: "el plano que quiero es el punto de vista de un pez". Técnicamente, el plano resultaba sumamente difícil de realizar.
Meehan se inspiró en una revista de pesca para resolver el problema. En el fondo de un tanque de agua portátil, situado en el plató 9 de los estudios Paramount, instaló un espejo de gran tamaño, similar a los utilizados en las escuelas de danza. El plano se rodó desde encima del agua, utilizando una pasarela, con un ángulo de unos 48° Para lograr el efecto del cielo al atardecer, detrás de los policías y el fotógrafo se colocó un fondo de muselina. El efecto que se logra es muy similar al "punto de vista de un pez" que buscaba Wilder. El inconveniente, sobre todo para William Holden, el actor que interpretaba al asesinado y flotante Joe Gillis, era que para lograr la máxima nitidez de imagen era necesario que el agua estuviese bastante fría, a una temperatura de unos cinco grados.

### Música
El compositor de la música de la película fue el veterano Franz Waxman, que ya había creado la música para varias producciones cinematográficas (entre ellas varias dirigidas por Alfred Hitchcock) en los décadas anteriores. Al igual que Wilder, Waxman (su verdadero apellido era Wachmann) era judío y procedía de Europa oriental. Ambos habían coincidido en París, donde Waxman puso música a la primera película dirigida por Wilder, Curvas peligrosas (Mauvaise graine, 1934). Después de Sunset Boulevard, Waxman trabajaría con Wilder en otros cinco filmes. El director citaría más tarde a Waxman, junto a Miklós Rózsa, como su compositor cinematográfico favorito.
Waxman compuso la banda sonora de la película durante el verano de 1949. Su partitura está muy influida por el jazz y el blues, así como por la obra de Igor Stravinsky. Uno de los temas principales, asociado al personaje de Norma Desmond, está basado en un tango. El otro, que aparece en la escena final, es un pastiche de "La danza de las siete velos" de la ópera Salomé de Richard Strauss: según el propio Wilder, hubieran querido utilizar la música de Strauss, pero habría salido demasiado caro.
Además de la partitura de Waxman, en la película se utilizan temas preexistentes de otros autores. Max von Meyerling interpreta al órgano la Tocata y fuga en re menor de Johann Sebastian Bach, una composición ya por entonces asociada a las películas de terror. Los músicos Jay Livingston y Ray Evans interpretan, durante la fiesta de fin de año en casa de Artie Green, una composición suya titulada "Buttons and Bows". La orquesta que toca, esa misma Nochevieja, en casa de Norma Desmond interpreta tres temas reconocibles: La Cumparsita, el famoso tango del uruguayo Gerardo Matos Rodríguez; "Charmaine", un vals de 1929, y "Auld Lang Syne". En otros momentos se utilizan también otras melodías menos conocidas, como la propia sintonía del noticiario cinematográfico de la Paramount en el paseo nocturno de Gillis y Schaefer por los estudios.

## Reacciones
Wilder y Brackett estaban preocupados por la acogida que tendría la película cuando se estrenase en Hollywood, por lo que decidieron hacer un preestreno en la localidad de Evanston, Illinois. El montaje original del filme se abría con una escena que tenía lugar en el interior de una morgue, con los cadáveres reunidos y comentando cómo cada uno de ellos había llegado hasta allí. Joe Gillis era uno de los cadáveres y empezaba a contar las circunstancias que llevaban a su asesinato. Los espectadores reaccionaron riéndose a carcajadas y durante el transcurso de la película no parecieron tener claro si se encontraban ante un drama o ante una comedia. Según Wilder:

Pero la gente empezó a levantarse e irse. Yo me fui también. Bajé por la escalera, hasta los aseos, y vi a una señora de unos sesenta años, con un sombrero, que se volvió hacia mí y me dijo: "¿Ha visto una mierda semejante en su vida?" Y yo respondí: "Francamente, no".

Reacciones semejantes tuvieron lugar en posteriores proyecciones de la película, en Poughkeepsie, en el estado de Nueva York y en Great Neck (Long Island), por lo que esta escena inicial fue suprimida.
En Hollywood, en 1950, la Paramount organizó una serie de pases privados para algunos de los jefes del estudio y para varios invitados especiales. La película tuvo una buena acogida. Tras verla, Barbara Stanwyck quedó tan impresionada que se inclinó para besar el dobladillo del vestido de Gloria Swanson. Swanson recordaría más tarde que buscó a Mary Pickford, pero se le respondió: "No puede venir, Gloria. Está demasiado afectada. Todos nosotros lo estamos". Louis B. Mayer, el poderoso jefe de la Metro Goldwyn Mayer, enfurecido, abandonó la proyección, y más tarde increpó a Wilder: "¡Has deshonrado a la industria que te ha creado y alimentado! ¡Deberían cubrirte de brea, emplumarte y echarte de Hollywood!". La respuesta de Wilder, según su propio testimonio, estuvo a la altura de las imprecaciones de Mayer. La actriz Mae Murray, contemporánea de Swanson, se ofendió por la película, y comentó: "Ninguna de nosotras estaba tan chiflada".
Sunset Boulevard cosechó varias reseñas positivas de la crítica. La revista Time la describió como una historia de "lo peor de Hollywood contado por lo mejor de Hollywood", y la Boxoffice Review escribió: "la película tendrá a los espectadores embelesados". James Agee, en el número de noviembre de la revista Sight and Sound, elogió la película y calificó el trabajo de Wilder y Brackett de "frío, exacto, diestro e irónico". Good Housekeeping describió a Swanson como una "gran dama [que] extiende su magia sobre otra década", y la revista Look elogió su "brillante e inolvidable actuación".
Algunos críticos fueron capaces de prever la importancia que tendría en el futuro la película. The Hollywood Reporter afirmó que las generaciones venideras deberían enfrentarse a la tarea de analizar su durabilidad y su grandeza, y que la película sería considerada "una lección del arte y la ciencia en la pantalla". En la revista católica liberal Commonweal, Philip T. Hartung afirmó que en el futuro la Biblioteca del Congreso estaría orgullosa de albergar entre sus fondos una copia de la película.
Fueron raras las críticas negativas de la película, aunque no faltaron. La prestigiosa revista The New Yorker describió el filme como "una pretenciosa rebanada de queso Roquefort" que únicamente contenía "el germen de una buena idea". Thomas M. Pryor escribió en el New York Times que el hecho de que la historia fuera narrada por un muerto era algo "completamente indigno de Brackett y Wilder, aunque afortunadamente no afecta al éxito de Sunset Boulevard".
Tras siete semanas proyectándose en el cine Radio City Music Hall, la revista Variety informó de que la película había recaudado casi 1.020.000 dólares, lo que hacía de ella el sexto mayor éxito en la historia de dicho cine. Variety apuntaba también que el filme estaba batiendo récords en las grandes ciudades, pero obteniendo resultados inferiores a los esperados ciudades más pequeñas. Para promocionar la película, Gloria Swanson viajó en tren por todos los Estados Unidos, visitando treinta y tres ciudades en trece semanas. La publicidad atrajo a la gente a los cines, pero en muchos lugares de los Estados Unidos no llegó a convertirse en un éxito.

## Lanzamiento

### Fechas de Estreno
| Fechas de estreno (Fuente: IMDb). |                                            |                        |                                                                       |
| País                              | Fecha de estreno                           | País                   | Fecha de estreno                                                      |
| Estados Unidos                    | 10 de agosto de 1950 Estreno de Nueva York | Reino Unido            | 17 de agosto de 1950 Estreno de Londres                               |
| Canadá                            | 18 de agosto de 1950 Estreno de Toronto    | Australia              | 29 de septiembre de 1950                                              |
| Israel                            | 4 de noviembre de 1950                     | Bélgica                | 17 de noviembre de 1950                                               |
| Suecia                            | 20 de diciembre de 1950                    | Finlandia              | 12 de enero de 1951                                                   |
| Dinamarca                         | 25 de enero de 1951                        | Países Bajos           | 15 de febrero de 1951                                                 |
| Italia                            | 6 de marzo de 1951                         | Sudáfrica              | 21 de marzo de 1951                                                   |
| México                            | 22 de marzo de 1951                        | Francia                | 20 de abril de 1951                                                   |
| Portugal                          | 11 de mayo de 1951                         | Hong Kong              | 7 de junio de 1951                                                    |
| Uruguay                           | 18 de junio de 1951                        | Austria                | 28 de septiembre de 1951                                              |
| Japón                             | 28 de octubre de 1951                      | Argentina              | 1 de noviembre de 1951                                                |
| Grecia                            | 11 de febrero de 1952                      | España                 | 26 de febrero de 1954 Estreno de Barcelona (estreno en cines en 1974) |
| Filipinas                         | 1 de abril de 1952                         | Hungría                | 26 de abril de 1981 Lanzamiento en televisión                         |
| Brasil                            | 20 de diciembre de 2002 Estreno en DVD     | Emiratos Árabes Unidos | 7 de abril de 2003 Estreno en DVD                                     |

### Premios y nominaciones
| Premio                                      | Categoría                                                              | Nominado/a                                                 | Resultado |
| ------------------------------------------- | ---------------------------------------------------------------------- | ---------------------------------------------------------- | --------- |
| Premios Oscar                               | Mejor Película                                                         | Charles Brackett (por Paramount Pictures)                  | Nominado  |
| Premios Oscar                               | Mejor Director                                                         | Billy Wilder                                               | Nominado  |
| Premios Oscar                               | Mejor Actor                                                            | William Holden                                             | Nominado  |
| Premios Oscar                               | Mejor Actriz                                                           | Gloria Swanson                                             | Nominada  |
| Premios Oscar                               | Mejor Actor de Reparto                                                 | Erich von Stroheim                                         | Nominado  |
| Premios Oscar                               | Mejor Actriz de Reparto                                                | Nancy Olson                                                | Nominada  |
| Premios Oscar                               | Mejor Guion original                                                   | Charles Brackett, Billy Wilder y D. M. Marshman Jr.        | Ganadores |
| Premios Oscar                               | Mejor Dirección Artística y Ambientación - Blanco y negro              | Hans Dreier, John Meehan, Samuel M. Comer y Ray Moyer      | Ganadores |
| Premios Oscar                               | Mejor fotografía - Blanco y negro                                      | John F. Seitz                                              | Nominados |
| Premios Oscar                               | Mejor Montaje                                                          | Arthur P. Schmidt y Doane Harrison                         | Nominados |
| Premios Oscar                               | Mejor banda sonora para una película no musical (Franz Waxman          | Franz Waxman                                               | Ganador   |
| Blue Ribbon Awards                          | Mejor Película Extranjera                                              | Billy Wilder                                               | Ganador   |
| Premios Bodil                               | Mejor Película Americana                                               | Billy Wilder                                               | Ganador   |
| Cahiers du Cinéma                           | Mejor Película                                                         | Billy Wilder                                               | Nominado  |
| Directors Guild of America                  | Logro Destacado como Director en Películas                             | Billy Wilder                                               | Nominado  |
| DVD Exclusive Awards                        | Mejores Funciones Adicionales Nuevas en General: versión de biblioteca | John Barbour (para la "Edición especial de coleccionista") | Nominado  |
| Premios Globos de Oro                       | Mejor Película - Drama                                                 | Mejor Película - Drama                                     | Ganadora  |
| Premios Globos de Oro                       | Mejor Actriz - Drama                                                   | Gloria Swanson                                             | Ganadora  |
| Premios Globos de Oro                       | Mejor Actor de Reparto                                                 | Erich von Stroheim                                         | Nominado  |
| Premios Globos de Oro                       | Mejor Director                                                         | Billy Wilder                                               | Ganador   |
| Premios Globos de Oro                       | Mejor Guion                                                            | Charles Brackett, Billy Wilder y D. M. Marshman Jr.        | Nominados |
| Premios Globos de Oro                       | Mejor Banda Sonora                                                     | Franz Waxman                                               | Ganador   |
| Premios Globos de Oro                       | Mejor Fotografía – Blanco y negro                                      | John F. Seitz                                              | Nominado  |
| Jussi Awards                                | Mejor Actriz Extranjera                                                | Gloria Swanson                                             | Ganadora  |
| Nastro d'Argento                            | Mejor Director Extranjero                                              | Billy Wilder                                               | Ganador   |
| Nastro d'Argento                            | Mejor Actriz Extranjera                                                | Gloria Swanson                                             | Ganadora  |
| National Board of Review                    | Mejor Película                                                         | Mejor Película                                             | Ganadora  |
| National Board of Review                    | Top 10 Películas                                                       | Top 10 Películas                                           | 2.º lugar |
| National Board of Review                    | Mejor Actriz                                                           | Gloria Swanson                                             | Ganadora  |
| National Film Preservation Board            | National Film Registry                                                 | National Film Registry                                     | incluida  |
| New York Film Critics Circle                | Mejor Película                                                         | Mejor Película                                             | Nominada  |
| New York Film Critics Circle                | Mejor Director                                                         | Billy Wilder                                               | Nominado  |
| New York Film Critics Circle                | Mejor Actriz                                                           | Gloria Swanson                                             | Nominada  |
| Online Film & Television Association Awards | Salón de la Fama - Película                                            | Salón de la Fama - Película                                | Ganadora  |
| Picturegoer Awards                          | Mejor Actor                                                            | William Holden                                             | Ganador   |
| Picturegoer Awards                          | Mejor Actriz                                                           | Gloria Swanson                                             | Nominada  |
| Writers Guild of America Awards             | Mejor Guionistas Americanos de Drama                                   | Charles Brackett, Billy Wilder y D. M. Marshman Jr.        | Ganadores |

### Premios Óscar
Ese año, las once nominaciones de Sunset Boulevard' sólo fueron superadas por las catorce que recibió All About Eve. Esta película, dirigida por Joseph L. Mankiewicz, fue premiada con seis Óscar, entre ellos el de mejor película y el de mejor director (categorías ambas en las que derrotó a Sunset Boulevard). Para el premio a la mejor actriz estaban nominadas, además de Gloria Swanson por Sunset Boulevard, Bette Davis y Anne Baxter por All About Eve. Swanson y Davis eran las favoritas de la crítica; sin embargo, el premio fue a parar finalmente a Judy Holliday por Nacida ayer.

## Después deSunset Boulevard
Sunset Boulevard fue la última colaboración entre Wilder y Brackett. Los dos se separaron de forma amistosa, y no airearon sus problemas en público. En lo sucesivo, cada uno de ellos hablaría siempre del otro con respeto y admiración. Años después de su ruptura, Brackett le explicó a Garson Kanin que para él la decisión de Wilder de acabar con su asociación había sido "un golpe tan duro, tan inesperado, que creí que nunca me recuperaría". Cuando en una ocasión se le pidió a Wilder que diera su versión sobre la ruptura, sencillamente "se dio la vuelta, miró por la ventana, y no dijo nada".
Ambos volvieron a reunirse por un tiempo en octubre de 1951, cuando tuvieron que hacer frente a una acusación de plagio, relacionada precisamente con Sunset Boulevard. Una antigua contable de la Paramount, Stephanie Joan Carlson, afirmaba que los guionistas habían utilizado un relato manuscrito sobre viejas leyendas de Hollywood que ella les había remitido en 1947, y cuyo título era "Past Performance". Carlson pedía un total de 1.400.000 dólares como reparación, teniendo en cuenta el éxito que había obtenido la película. Su demanda terminó por ser desestimada, dos años y medio después de haberla planteado.
La carrera de Brackett prosiguió con éxito en Hollywood después de su ruptura con Wilder. Consiguió un Oscar por la película Titanic (1953), escrita en colaboración con Walter Reisch y Richard L. Breen, y un notable éxito de taquilla con Niágara (1953), con los mismos colaboradores en el guion y la actuación estelar de Marilyn Monroe. Dejó de trabajar para el cine, después de varias películas, a finales de la década de 1950 (su último trabajo para la gran pantalla fue Viaje al centro de la tierra, de 1959).
William Holden empezó a recibir ofertas para papeles de mayor enjundia, y en 1953 ganó el Oscar al mejor actor por Stalag 17, película bélica que también dirigió Billy Wilder. Nancy Olson volvió a hacer de coprotagonista con Holden en otras muchas películas, aunque sin el éxito de Sunset Boulevard. Sus éxitos más destacados en los años posteriores serían sus interpretaciones en las películas de Disney The Absent-Minded Professor (1961) y Son of Flubber (1963), junto a Fred MacMurray.
Tampoco Gloria Swanson llegó a repetir el éxito que había tenido su "retorno" a la gran pantalla con Sunset Boulevard. Aunque recibió ofertas de trabajo, la mayoría le parecieron pálidas imitaciones de Sunset Boulevard. Temiendo que su carrera terminara por reducirla a interpretar "una parodia de una parodia", decidió participar en películas en forma ocasional.
En 1954 Swanson inició conversaciones con los estudios Paramount para convertir Sunset Boulevard en un musical que iba a titularse Boulevard! En su versión, la relación entre Gillis y Schaefer llegaba a buen puerto, y, en vez de matar a Gillis, Norma daba su bendición a la pareja. Gillis y Schaefer se iban para vivir "felices para siempre". Swanson contrató a Dickson Hughes y Richard Stapley para que compusieran la música, que llegó a ser escrita y grabada, y se publicó en un LP. En 1957, Gloria Swanson llegó incluso a interpretar uno de los números del musical en el programa de televisión The Steve Allen Show.
En febrero de 1959, los estudios Paramount, que hasta entonces no se habían pronunciado con claridad, permitiendo que Swanson albergara esperanzas, le denegaron finalmente el permiso para adaptar la película.
La explicación oficial fue que "para asegurarse los máximos beneficios de una reposición, sería muy dañina para la propiedad que se ofreciera ante el público en otro formato, tal como un musical de teatro".

## En la cultura popular

### Televisión
- La película fue parodiada en The Carol Burnett Show en un sketch recurrente llamado "Sunnyset Boulevard" en el que Carol Burnett interpretó a la loca "Nora Desmond" y Harvey Korman a su sirviente Max.
- La película ha influido claramente en The Sixteen-Millimeter Shrine, que es el cuarto episodio de 1959 de la primera temporada de Twilight Zone original. En él, Ida Lupino interpreta a Barbara Jean Trenton, una anciana estrella de cine de Hollywood que vive una vida aislada en su mansión, recuerda constantemente su pasado viendo sus viejas películas de la década de 1930 y planeando un regreso poco realista.
- El episodio de Tiny Toon Adventures "Sepulveda Boulevard" es una parodia de la película, con varios personajes que intentan robarse ideas para el guion entre sí; cuando los personajes intentan justificar el robo diciendo: "Oye, esto es Hollywood", alguien responde: "¡Esto es el valle, amigo!"
- En el episodio de American Dad! Titulada "Star Trek", la trama gira en torno a la caída del estrellato y rinde homenaje replicando la escena inicial de la película. La trama del episodio "A Star is Reborn" también está basada en la película.
- El final de la temporada 7 de Archer y la transición a la película negra Archer: Dreamland temporada 8 recrean la escena de la piscina del comienzo de la película.
- El estreno de la temporada 11 de Curb Your Enthusiasm, titulado "La valla de cinco pies", comienza cuando Larry David encuentra el cadáver de un invasor flotando boca abajo en su piscina.
- El personaje de Twin Peaks, Gordon Cole, lleva el nombre del personaje de Sunset Boulevard. Una escena de la película aparece en la Parte 15 de Twin Peaks: The Return. En la escena, vista por Dale Cooper, se pronuncia el nombre "Gordon Cole", lo que reaviva el recuerdo enterrado de Cooper de su tiempo en el FBI.
- El episodio de 3rd Rock from the Sun, "Fifteen Minutes of Dick" (temporada 2, ep. 23), presenta una parodia de la película, en la que Sally, repentinamente famosa, cae en una espiral de desesperación al estilo Norma a medida que su celebridad disminuye.
- Los primeros episodios de Mujeres desesperadas (2004) tienen numerosas alusiones a Sunset Boulevard, incluido el uso de una persona muerta como narrador y la afición de otro personaje por las películas de Billy Wilder.
- En la película Hick, se puede encontrar a Luli (Chloe Grace Moretz) en su habitación recitando la película frente al espejo. Moretz reveló que ella fue quien sugirió que se implementara la cita.
- En la escena en la que Robin Williams se prueba por primera vez su traje de drag en Mrs. Doubtfire, cita la famosa frase de Swanson "Estoy listo para mi primer plano, Sr. DeMille".

### Política
Donald Trump ha citado la película como una de sus favoritas personales y la proyectó varias veces en el White House Family Theatre durante su presidencia. Posteriormente, la prensa mencionó una analogía entre la mansión Mar-a-Lago de Trump y la mansión Sunset Boulevard de Norma Desmond.

### Música popular
La canción "Antarctica Starts Here" de John Cale, de su álbum de 1973, Paris 1919, describe a una "gran reina del cine paranoica" que, según Cale, se inspiró en el personaje de Norma Desmond.
La canción "Floating" del álbum Outskirts de la banda canadiense de country-rock Blue Rodeo hace referencia a la película en su estribillo "Me siento como William Holden flotando en una piscina". Las notas del álbum explican la conexión con la película.
La canción de 1996 Sunset Boulevard del compositor español Javier Álvarez incluye los versos "Los años de papel te vuelven a cegar / como a Norma Desmond en Sunset Boulevard".
La escena final en la que Erich von Stroheim saca a Gloria Swanson de su habitación para bajarla por la gran escalera, antes de que se la lleve la policía, está retomada, en francés, en la canción Voix sans issues, del cantante francés Christophe, lanzado en 1984.
Gérard Lenorman evoca la película en su canción Boulevard de l'Océan (1979).

## Edición en DVD
Los negativos de nitrato originales de la película desaparecieron hace tiempo. Sobrevivía, sin embargo, un interpositivo en 35 mm tirado en 1952, que había sufrido un gran deterioro. Se escaneó el interpositivo a 2.000 líneas de resolución, y se restauró electrónicamente para la versión en DVD de la película, que apareció en 2002. La restauración fue llevada a cabo en Lowry Digital por Barry Allen y Steve Elkin. Además de la película restaurada, el DVD incluye numerosos extras, entre los que destacan algunas secuencias (sin audio) del comienzo original, descartado tras su preestreno, que se creían perdidas.

## Versiones musicales
Ha habido varios intentos de convertir en musical la película Sunset Boulevard.

### Stapley y Hughes
Entre aproximadamente 1952 y 1956 Gloria Swanson trabajó personalmente con el actor Richard Stapley (también conocido como Richard Wyler) y con el cantante y pianista de cabaret Dickson Hughes en una adaptación que iba a llamarse Boulevard! (en un principio titulada Starring Norma Desmond). Stapley y Hughes habían abordado inicialmente a Swanson para pedirle que participase en un musical escrito por ellos, About Time (basado en la revista TIME). Swanson afirmó que solo volvería a los escenarios con una versión musical de Sunset Boulevard. En el plazo de una semana, Stapley y Dickson tenían ya escritas tres canciones, que fueron aprobadas por Swanson.
Una demo de Boulevard! llegó a grabarse, y se encuentra en los Archivos Gloria Swanson de la Universidad de Texas. La grabación fue editada en CD en 2008. Swanson interpreta el papel de Norma y Hughes el de Max. Los intérpretes de otros papeles no aparecen acreditados. Swanson interpretó una canción del espectáculo, "Those Wonderful People", el 10 de noviembre de 1957 en The Steve Allen Show. Se informó de que José Ferrer había expresado su interés por dirigir una producción basada en esta actuación.
Aunque Paramount le había dado a Swanson su conentimiento verbal para adaptar la película, no había nada escrito. A finales de los años cincuenta, el estudio negó su permiso a la actriz, que tuvo que renunciar al proyecto.
En 1994 Dickson Hughes utilizó material de Boulevard! para su musical Swanson on Sunset, basado en sus experiencias y las de Stapley trabajando con la actriz en la preparación del fallido Boulevard!.

### Otros intentos fallidos
Hacia 1980 Stephen Sondheim y Hal Prince acariciaron la idea de producir una adaptación musical (con Angela Lansbury en el papel de Norma). Según sus propias declaraciones, Sondheim renunció a su propósito, cuando, al conocer a Billy Wilder, este le dijo: "Sunset Boulevard tiene que ser una ópera porque trata de una reina destronada". Esto le hizo pensar que el tono exageradamente melodramático de la película no sería apropiado para un musical. El proyecto fue finalmente abandonado poco después. Más tarde, durante los años ochenta, Hal Prince contactó con John Kander y Fred Ebb para que escribieran el espectáculo, pero tampoco este proyecto llegó a buen puerto.
Finalmente, en 1990, Andrew Lloyd Webber llegó a un acuerdo con la Paramount para crear un musical basado en la película.

### Lloyd Webber y Black & Hampton
El musical Sunset Boulevard, con música de Andrew Lloyd Webber y con libreto y letras de Don Black y Christopher Hampton, se estrenó en el festival de Sydmonton, en Inglaterra, el 5 de septiembre de 1992. El papel de Norma Desmond fue interpretado por Patti LuPone. Ocho meses después, en mayo de 1993, la producción se estrenó en Londres. En 1994 llegó a Broadway con Glenn Close en el papel de Norma Desmond. El musical se representó simultáneamente en Londres con Patti Lupone como Desmond y en Broadway con Close en el mismo papel.
Esta adaptación era especialmente fiel al guion de la película, con diálogos y decorados muy similares. Billy Wilder dijo que le había gustado el espectáculo, comentando que le había parecido inteligente el modo en que los productores conseguían que el espectador centrara la atención donde ellos querían.
En julio de 2005 el Really Useful Group de Lloyd Webber anunció que iba a producirse una versión cinematográfica del musical, con Glenn Close en el papel protagonista, en asociación con Paramount y la Relevant Picture Company. Se proyectaba estrenar la película para 2006, pero el proyecto se retrasó, al menos hasta 2010.